# Barbacoll negre unicolor
El barbacoll negre unicolor (Monasa nigrifrons) és una espècie d'ocell de la família dels bucònids (Bucconidae) que habita boscos de ribera i selva humida del sud-est de Colòmbia, est de l'Equador i del Perú, nord i est de Bolívia i el Brasil.